# RN8 (Benin)
De RN8 of Route nationale 8 is een nationale weg in het noorden van het Afrikaanse land Benin. De weg loopt van Djougou naar Banikoara. In Djougou sluit de weg aan op de RNIE3 naar Dassa-Zoumè en Natitingou en op de RNIE6 naar Kara en Parakou. In Banikoara sluit de weg aan op de RNIE7 naar Segbana en Diapaga.
De RN8 is ongeveer 210 kilometer lang en loopt door de departementen Donga, Atacora en Alibori. 